# まったナシ!
まったナシ! は日本テレビ系列で1992年7月4日から9月26日に土曜グランド劇場枠で放送されたテレビドラマ。

## 概要
相撲部屋「浪ノ川部屋」を主な舞台に、新米女将と相撲に青春をかける男たちと共に、「友情」からもう一歩進んだ「他人への思いやり」を重要なテーマとして描いた。

## ストーリー
修司は現役力士時代、同じ病院に入院していたさくらと出会い結婚する。引退後は相撲部屋を持ち、さくらが女将さんとして奮闘する姿が描かれている。

## 出演
- 直井さくら〈25〉：斉藤由貴
浪ノ川部屋の女将。世間知らずのお嬢様育ち。仕事はOL経験しか無かったが、夫の修司が部屋を開いて部屋持ち親方になったことで、いきなり女将になり戸惑う。
- 直井修司〈34〉：永島敏行
浪ノ川部屋の親方。現役時代の四股名は「沢風」。再起不能の怪我を負って引退。
- 石田真由美〈25〉：国生さゆり
東西スポーツの相撲担当記者。修司の昔の恋人。
- 工藤康晴：竹内力
床山。頑固一徹な性格だが、彼が髪を結った力士は心が落ち着くと言われ、それは「魔力」とも言われている。
- 木内美佳〈24〉：相楽晴子
浪ノ川部屋後援会会長の孫娘。超わがままで、バツイチ。
- 坂上康子：富司純子
湊山部屋の元女将。さくらには最初厳しかったが、次第に理解者になっていく。
- 滝本：伊集院光 - 力士（元学生横綱）
- 浪ノ海：田口浩正 - 力士
- 勝村政信
- 山本太郎 - 力士
- 山口弘美
- 大富士
- 蔵間龍也
- 田中義訓
- 山田晴道:今川杉作-寒風山(力士)
- 央城龍
- 海老名保
- 鈴木成彦
- 内山雅央
- 藤田英峰
- 西村豊史
- 地曳豪
- 本多良平
- 白岩久尚
- 岩下玲子

（出典：）

## スタッフ
- 脚本:塩田千種、尾西兼一
- 演出:吉野洋、佐藤東弥
- 音楽：久米大作
- 監修：向坂松彦
- 相撲指導：大富士
- 技術協力：NTV映像センター
- プロデュース：小松伸生、篠崎幸生
- 製作協力：日本テレビエンタープライズ
- 製作著作：日本テレビ

## 主題歌・劇中歌
- 主題歌

「私がオバさんになっても」森高千里
- 挿入歌

「輝く瞬間」篠原利佳

## エピソード
- 大相撲の元大関の武双山（現・藤島親方）が入門前に出演していた。
- 伊集院光が力士役で出演しているが、当時まだテレビでは知名度が低かったこともあり、製作スタッフ側も伊集院がどのようなタレント[2]であるか認知していなかった。更に相撲経験があると勝手に思い込んでまわしの締め方も特に教えずにいたため、伊集院は着替えの際に困惑したという。

## サブタイトル
| 話数 | 放送日       | サブタイトル            | 脚本     | 演出     |
| ---- | ------------ | ----------------------- | -------- | -------- |
| 1    | 1992年7月4日 | おかみさんて大変        | 塩田千種 | 吉野洋   |
| 2    | 7月11日      | おかみさんなんてヤメだ! | 塩田千種 | 吉野洋   |
| 3    | 7月18日      | 学生横綱が来た          | 尾西兼一 | 吉野洋   |
| 4    | 7月25日      | 力士に恋は厳禁          | 塩田千種 | 佐藤東弥 |
| 5    | 8月1日       | 場所が始まった          | 塩田千種 | 佐藤東弥 |
| 6    | 8月8日       | 千秋楽                  | 尾西兼一 | 吉野洋   |
| 7    | 8月15日      | オレ相撲やめます        | 塩田千種 | 吉野洋   |
| 8    | 8月22日      | 女をとるか相撲か        | 塩田千種 | 佐藤東弥 |
| 9    | 9月5日       | 伝説の関取が来た        | 尾西兼一 | 佐藤東弥 |
| 10   | 9月12日      | 土俵にオバケが          | 塩田千種 | 佐藤東弥 |
| 11   | 9月19日      | 母に捧げる相撲          | 塩田千種 | 吉野洋   |
| 12   | 9月26日      | 初の関取誕生か          | 塩田千種 | 吉野洋   |